# Любич (герб)
Любич (пол. Lubicz, Luba, Lubow, Łuba) — родовий герб, яким користувалися понад 500 родів Білорусі, України, Литви і Польщі, зокрема: Янушкевичі, Грушецькі, Жолкевські, Лопатинські, Незабитовські, Радимінські, Заблоцькі, Некрашевичі, Потоцькі, Орловські. Існує з середини XIV століття.

## Опис
На блакитному полі (щиті) зображена срібна підкова рогами вниз, на ній стоїть золотий (або срібний) кавалерський хрест (варіант т.зв. хреста Cross pattée), інший хрест — в середині підкови. Щит увінчаний дворянським шоломом з дворянською короною на ньому. Клейнод — над верхом корони три страусині пера.
Існують варіанти герба:
- з одним срібним хрестом;
- з двома срібними хрестами, один над іншим в середині підкови.

## Історія та значення символів

Печатка з гербом Київського городничого Станіслава Вигури, засновника Вигурівщини. 1614-1622 рр

Появу цього герба відносять до XII століття (близько 1190). Один з найпоширеніших польських шляхетських гербів, який використовувався в Речі Посполитій, і до якого приписано багато родів. Використовувався на родових гербах у Польщі, Білорусі, Україні, Литві. Ним користувалися понад 100 шляхетних родин.
Підкова — слов'янський символ лицаря (як привілей воювати на коні, тобто бути вершником). Шляхетний лицар, який вважав для себе принизливим битися пішим, немислимий без коня, уявляв себе або верхи в бойових обладунках (як наприклад, на гербі Погоня), або, замість цього поміщав на свій герб підкову — найпочеснішу і улюблену слов'янином емблему.
Золотий хрест над підковою — теж символ шляхетного лицарства, тільки якщо підкова вказує на бойове значення, то хрест — на релігійне значення лицаря. Хрест — перемога хреста над місяцем (тобто язичництвом, татарами), перемога, здобута мечем, і нагорода, яка чекала на небесах всякого, хто виконав на землі веління Бога.
Колір в даному випадку не несе значеннєвого навантаження (хоча в класичній геральдиці, звичайно, кожен колір щось значить). У поляків це колір полкового прапора, до якого здавна належав власник герба. Але взагалі, в геральдиці: золотий (жовтий) — символ багатства, справедливості, великодушності; срібний (білий) — символ чистоти і невинності; синій (блакитний, блакить) — символ краси, м'якості, величі.
Як елемент зустрічається так само в особистих гербах князів Радзивіллів — княгині Катерини Собеській Радзивілл (1634–1694 рр.) і князя Михайла Казимира Радзивілла (1702–1762 рр.).

## Роди
- Ліпські (Липські)
- Лесевичі
- Ушинські

## Різновиди герба
- Ошечимські